# Associazione Calcio Rinascita Messina 2012-2013
Questa voce raccoglie le informazioni riguardanti l'Associazione Calcio Rinascita Messina nelle competizioni ufficiali della stagione 2012-2013.

## Stagione
Nel 2012-2013 il Messina prende parte al torneo di Serie D nel girone I, conquistando la promozione diretta il 5 maggio 2013 in Lega Pro 2ª Divisione, nonostante un punto di penalizzazione, dopo 5 anni trascorsi nei campionati dilettanti.

## Divise e sponsor
La ditta fornitrice del materiale tecnico è la Givova. Lo sponsor che compare sulle divise è Bagaglino Resort.
La divisa principale è costituita da una maglia di colore bianco con inserti giallo-rossi sull'orlo, calzoncini e calzettoni neri. La divisa da trasferta è composta da una maglia rossa con striscia orizzontale gialla al centro e inserti gialli, con pantaloncini e calzettoni rossi. La terza divisa, infine, è costituita da una maglia nera con inserti gialli, con pantaloncini e calzettoni rossi.
| Prima Divisa | Seconda Divisa | Terza divisa |

## Organigramma societario
Area tecnica
- Allenatore: Gaetano Catalano
- Vice allenatore: Santino Errante
- Preparatore portieri: Vincenzo Di Muro
- Preparatore atletico: Gaetano Catalano
- Direttore sportivo: Fabrizio Ferrigno

Area sanitaria
- Responsabile Area Medica: dr. Nino Puglisi
- Staff Medico: dott. Domenico Fugazzotto; Dott.ssa Angela Maria Consolo

## Rosa
| N. |                   | Ruolo | Calciatore          |
| -- | ----------------- | ----- | ------------------- |
|    | Italia (bandiera) | P     | Ettore Lagomarsini  |
|    | Italia (bandiera) | P     | Vincenzo Cuda       |
|    | Italia (bandiera) | D     | Antonio Cucinotta   |
|    | Italia (bandiera) | D     | Gabriele Di Stefano |
|    | Italia (bandiera) | D     | Giuseppe Quintoni   |
|    | Italia (bandiera) | D     | Procolo Caiazzo     |
|    | Italia (bandiera) | D     | Sebastian Caldore   |
|    | Italia (bandiera) | D     | Agatino Chiavaro    |
|    | Italia (bandiera) | D     | Giovanni Ignoffo    |
|    | Italia (bandiera) | D     | Salvatore Leo       |
|    | Italia (bandiera) | C     | Giuseppe Savanarola |

| N. |                       | Ruolo | Calciatore                |
| -- | --------------------- | ----- | ------------------------- |
|    | Italia (bandiera)     | C     | Marco Guerriera           |
|    | Italia (bandiera)     | C     | Rosario Bucolo            |
|    | Italia (bandiera)     | C     | Antonio Comegna           |
|    | Italia (bandiera)     | C     | Stefano Maiorano          |
|    | Italia (bandiera)     | C     | Antonio Cicatiello        |
|    | Italia (bandiera)     | C     | Raffaele Romano           |
|    | Italia (bandiera)     | A     | Andrea Parachì            |
|    | Italia (bandiera)     | A     | Roberto Chiaria           |
|    | Italia (bandiera)     | A     | Giorgio Corona (capitano) |
|    | Italia (bandiera)     | A     | Salvatore Cocuzza         |
|    | Portogallo (bandiera) | A     | Pedro Costa Ferreira      |

## Risultati

### Serie D

#### Girone di andata
| 2 settembre 2012 1ª giornata | Messina | 2 – 0 | Acireale |  |

| 9 settembre 2012 2ª giornata | Noto | 1 – 2 | Messina |  |

| 16 settembre 2012 3ª giornata | Messina | 2 – 1 | Agropoli |  |

| 23 settembre 2012 4ª giornata | Ribera | 3 – 0 | Messina |  |

| 30 settembre 2012 5ª giornata | Messina | 2 – 1 | Città di Messina |  |

| 7 ottobre 2012 6ª giornata | Comprensorio Montalto | 1 – 1 | Messina |  |

| 14 ottobre 2012 7ª giornata | Messina | 0 – 0 | Compr. Normanno |  |

| 21 ottobre 2012 8ª giornata | Palazzolo | 0 – 3 | Messina |  |

| 28 ottobre 2012 9ª giornata | Messina | 1 – 0 | Vibonese |  |

| 4 novembre 2012 10ª giornata | Gelbison | 2 – 0 | Messina |  |

| 11 novembre 2012 11ª giornata | Messina | 1 – 0 | Sambiase |  |

| 18 novembre 2012 12ª giornata | Pro Cavese | 0 – 1 | Messina |  |

| 25 novembre 2012 13ª giornata | Messina | 4 – 1 | Licata |  |

| 2 dicembre 2012 14ª giornata | Messina | 2 – 1 | Savoia |  |

| 9 dicembre 2012 15ª giornata | Cosenza | 3 – 2 | Messina |  |

| 16 dicembre 2012 16ª giornata | Messina | 1 – 0 | Ragusa |  |

| 22 dicembre 2012 17ª giornata | Nissa | 0 – 4 | Messina |  |

#### Girone di ritorno
| 6 gennaio 2013 18ª giornata | Acireale | 0 – 1 | Messina |  |

| 13 gennaio 2013 19ª giornata | Messina | 2 – 0 | Noto |  |

| 20 gennaio 2013 20ª giornata | Agropoli | 0 – 1 | Messina |  |

| 27 gennaio 2013 21ª giornata | Messina | 2 – 1 | Ribera |  |

| 3 febbraio 2013 22ª giornata | Città di Messina | 0 – 0 | Messina |  |

| 17 febbraio 2013 23ª giornata | Messina | 4 – 2 | Comprensorio Montalto |  |

| 24 febbraio 2013 24ª giornata | Compr. Normanno | 0 – 0 | Messina |  |

| 3 marzo 2013 25ª giornata | Messina | 3 – 1 | Palazzolo |  |

| 10 marzo 2013 26ª giornata | Vibonese | 0 – 1 | Messina |  |

| 17 marzo 2013 27ª giornata | Messina | 0 – 0 | Gelbison |  |

| 24 marzo 2013 28ª giornata | Sambiase | 1 – 3 | Messina |  |

| 28 marzo 2013 29ª giornata | Messina | 1 – 0 | Pro Cavese |  |

| 7 aprile 2013 30ª giornata | Licata | 2 – 2 | Messina |  |

| 14 aprile 2013 31ª giornata | Savoia | 2 – 3 | Messina |  |

| 21 aprile 2013 32ª giornata | Messina | 0 – 0 | Cosenza |  |

| 28 aprile 2013 33ª giornata | Ragusa | 0 – 0 | Messina |  |

| 5 maggio 2013 34ª giornata | Messina | 8 – 1 | Nissa |  |

### Poule scudetto
| Sassari 12 maggio 2013, ore 15:00 Turno preliminare - giornata 1 | Torres                    | 0 – 0 referto | Messina | Stadio Vanni Sanna\| Arbitro: \| Francesco Fourneau (Roma) \| |
| Arbitro:                                                         | Francesco Fourneau (Roma) |               |         |                                                               |

| Arbitro: | Lorenzo Maggioni (Lecco) |

|             |           |             |
| Chiaria 57’ | Marcatori | 42’ Mattera |